# محمدو ديارا
محمدو ديارا (بالفرنسية: Mahamadou Diarra) (18 مايو 1981 في [المغار]) لاعب كرة قدم مالي، ,ولاعب سابق لنادى ريال مدريد الإسبانيويلعب حاليا في دورى الدرجة الأولى الانجليزى لصالح نادى فولهام الانجليزى ومالي في مركز الوسط المدافع.
بدأ ديارا مسيرته الرياضية في نادي مركز ساليف كيتا باماكو المالي الشيعي في سنة 1997 ثم انتقل إلى نادي أو إف آي كريتي اليوناني سنة 1998 وبعد سنة واحدة انتقل إلى نادي فيتيس الهولندي. انتقل إلى نادي ليون الفرنسي في صيف سنة 2002 وساهم في الفوز ببطولة دوري الدرجة الأولى 4 مواسم متتالية من 2002-2003 إلى 2005-2006، ثم انتقل إلى نادي ريال مدريد ولعب لهم إلى غاية 2011، ثم انتقل إلى نادي موناكو الفرنسي ولعب لهم لمدة موسم واحد، ثم إنتقل إلى نادي نادي فولهام الإنجليزي ولعب لهم إلى عام 2014.

## مسيرته الكروية
لعب محمدو ديارا خلال مسيرته الاحترافية مع 7 أندية في تسعة عشر موسمًا وسجل خلالها 28 هدفًا ضمن 357 مباراة. حيث فاز في موسم واحد بالكأس وفي سبعة مواسم بالدوري.
خاض محمدو ديارا مسيرته مع JS Centre Salif Keita ‏ في موسم 1997–98 لمدة موسم واحد، مشاركًا في 24 مباراة سجل خلالها 6 أهداف. ثم انتقل إلى نادي أوفي كريت في موسم 1998–99 لمدة موسم واحد، حيث شارك في 21 مباراة سجل خلالها هدفين. لينتقل بعدها إلى نادي فيتيسه آرنهم في موسم 1999–00 واستمر معه طيلة ثلاثة مواسم، مشاركًا في 69 مباراة سجل خلالها 9 أهداف. ثم انتقل إلى نادي أولمبيك ليون في موسم 2002–03 ليلعب معه خمسة مواسم، مشاركًا في 121 مباراة سجل خلالها 7 أهداف. هذا وانتقل لاحقًا إلى نادي ريال مدريد في موسم 2006–07 ليلعب معه خمسة مواسم، مشاركًا في 90 مباراة سجل خلالها 3 أهداف. ثم انتقل بعدها إلى نادي موناكو في موسم 2010–11 لمدة موسم واحد، مشاركًا في 9 مباريات ولم يسجل أي هدف. ليعود وينتقل من جديد، لكن هذه المرة إلى نادي فولهام في موسم 2011–12 واستمر معه طيلة ثلاثة مواسم، مشاركًا في 23 مباراة سجل خلالها هدفًا واحدًا.

## روابط خارجية
- محمدو ديارا على موقع الاتحاد الدولي (مؤرشف)  (الإنجليزية)
- محمدو ديارا على موقع الاتحاد الأوربي (الإنجليزية)
- محمدو ديارا على موقع رابطة كرة القدم الفرنسية للمحترفين (الإنجليزية)
- محمدو ديارا على موقع إي إس بي إن إف سي (الإنجليزية)
- محمدو ديارا على موقع قاعدة بيانات كرة القدم.إي يو (الإنجليزية)
- محمدو ديارا على موقع ليكيب (الفرنسية)
- محمدو ديارا على موقع ناشيونال فوتبول تيمز (الإنجليزية)
- محمدو ديارا على موقع Soccerbase.com (لاعب) (الإنجليزية)
- محمدو ديارا على موقع عالم كرة القدم.نت (الإنجليزية)
- محمدو ديارا على موقع كووورة